# Цирквена
45°56′ пн. ш. 16°40′ сх. д. / 45.93° пн. ш. 16.66° сх. д.
Цирквена (хорв. Cirkvena) — населений пункт у Хорватії, в Копривницько-Крижевецькій жупанії у складі громади Светі-Іван-Жабно.

## Населення
Населення за даними перепису 2011 року становило 574 осіб.
Динаміка чисельності населення поселення: